# 間質性膀胱炎
間質性膀胱炎（Interstitial cystitis，IC）屬於一種膀胱疼痛綜合症（Bladder pain syndrome, BPS），是一種原因不明的膀胱疾病，症狀是頻尿（通常每10分鐘一次）、尿急、骨盆或是膀胱感到極大壓力與疼痛、進行性行為時也會感受到極大疼痛。上述兩者常合稱並縮寫為 IC/BPS，但由於醫學的進步，間質性膀胱炎這個術語已被質疑，目前將 IC/BPS 再歸類于“泌尿系慢性盆腔疼痛综合征”（UCPPS）的一種。
由於頻繁的尿急感，間質性膀胱炎患者的生活品質大受影響，常常引發憂鬱症。統計上也發現間質性膀胱患者，也常患有大腸激躁症和纖維肌痛症。
間質性膀胱炎的成因至今不明。間質性膀胱炎通常不會造成家族性的遺傳。通常基於臨床症狀，在排除其他可能性後會做出間質性膀胱炎的診斷間質性膀胱炎的尿液結果通常不會有特定發現。膀胱镜檢查結果可能會發現潰瘍與發炎。其他類似症狀的疾病，像是：泌尿道感染、性相關傳染疾病、膀胱過動症、子宮內膜異位、膀胱癌或是前列腺炎。吸食K他命也會導致間質性膀胱炎，許多藥物濫用者甚至需要終身包尿布，嚴重影響社交行為。由於K他命在青少年族群間的藥物濫用有增加的趨勢，是目前需要關注的重點。
目前間質性膀胱炎還沒有特定的治療方式。改變生活型態、藥物或是手術都是可能有效的治療方式。常見的生活型態改變包括戒菸或是減少壓力。常見藥物治療包括布洛芬、戊聚醣多硫酸酯或是阿米替林。手術治療則包括膀胱撐開手術、神經刺激以及膀胱替換手術。骨盆肌肉訓練或是長期使用抗生素治療的方式則並不鼓勵。
在美國和歐洲，經估計大約有0.5%的人口，受到間質性膀胱炎的困擾 。女性罹患此疾病的比例是男性的五倍。多數在中年的時候發病。此疾病初次於1887年出現在文獻之中。

## 外部連結
- （英文）間質性膀胱炎 （页面存档备份，存于）於開放式目錄
- （英文）Interstitial Cystitis Association （页面存档备份，存于）
- 間質性膀胱炎資訊網 （页面存档备份，存于）